# New York Undercover
New York Undercover, ou Enquêtes secrètes à New York au Québec, est une série télévisée américaine en 89 épisodes de 44 minutes, créée par Dick Wolf et diffusée entre le 8 septembre 1994 et le 25 juin 1998 sur le réseau FOX.
En France, la série a été diffusée à partir de juin 1998 sur 13ème rue et rediffusée sur NRJ 12 et NRJ Paris ; et au Québec à partir d'octobre 2004 sur Mystère.
En décembre 2018, le réseau ABC commande un pilote pour le projet de reboot 2019 de Dick Wolf.

## Synopsis
Cette série met en scène deux policiers (un Afro-Américain et un Hispanique) chargés d'enquêter sur des affaires criminelles en infiltrant les milieux concernés dans la ville de New York.

## Distribution
- Malik Yoba (VF : Pascal Germain) : Détective James « J.C. » Williams
- Michael DeLorenzo (en) (VF : Marc Saez) : Détective Eddie Torres (saisons 1-3)
- Patti D'Arbanville (VF : Christine Delaroche) : Lieutenant Virginia Cooper (saisons 1-3)
- Lauren Vélez (VF : Dominique Chauby) : Détective Nina Moreno (saisons 2-4)
- Jonathan LaPaglia (VF : Tony Joudrier) : Détective Tommy McNamara (saison 3)
- Thomas Mikal Ford (en) (VF : Frédéric Norbert) : Lieutenant Malcolm Barker (saison 4)
- Marisa Ryan (en) (VF : Annie Le Youdec) : Détective Neil Delaney (saison 4)
- Josh Hopkins (VF : David Kruger) : Détective Alec Stone (saison 4)
- George O. Gore II (VF : Pascale Chemin) : Gregory « G » Williams

 Source et légende : version française (VF) sur RS Doublage

## Épisodes

### Première saison (1994-1995)
1. L'Homme de l'année (Pilot)
2. Faux Témoignages (School Ties)
3. Au nom du père (Sins of a Father)
4. Témoin à charge (To Protect and Serve)
5. Opération poubelle (Garbage")
6. Après Shakespeare (After Shakespeare)
7. Tasha (Tasha)
8. Enlèvement demandé (Missing)
9. Dealer n'est pas jouer (The Friendly Neighborhood Dealer)
10. Une affaire classée X (Mate)
11. Protection rapprochée (Eyewitness Blues)
12. Psychose chez les drags queens (Blondes Have More Fun)
13. Los Macheteros (Los Macheteros)
14. Ennemi privé numéro 1 (Private Enemy No. 1)
15. La Croisade anti-tabac (The Smoking Section)
16. K.O fatal (Mama Said Knock You Out)
17. Tu ne seras pas respecté (You Get No Respect)
18. Innocente Victime (Innocent Bystander)
19. CAT (CAT)
20. Une affaire de famille (All in the Family)
21. Sale temps pour les dealers (Eliminate the Middleman)
22. Meurtre vaudou (Olde Tyme Religion)
23. Le Tireur (The Shooter)
24. Petit Homme (Manchild)
25. La Fille des bas quartiers (Downtown Girl)
26. Le Retour de Danny Cort (Catman Comes Back)

### Deuxième saison (1995-1996)
1. Les Anges de fer (High on the Hog)
2. Racaille (Tag, You're Dead)
3. Le Meilleur Ami de l'homme (Man's Best Friend)
4. La Quête du pouvoir (Brotherhood)
5. Meurtres numériques (Digital Underground)
6. Buster et Claudia (Buster and Claudia)
7. Pour l'amour d'une belle (Student Affairs)
8. Le Plus Offrant (The Highest Bidder)
9. Jeune, belle et morte (Young, Beautiful and Dead)
10. Situation explosive (Color Lines)
11. La Vengeance (The Finals)
12. Affaires internes (Internal Affairs)
13. L'Ange exterminateur (Bad Girls)
14. L'heure a sonné (A Time to Kill)
15. Mauvais Sang (Bad Blood)
16. Il n'y'a pas de fumée sans feu (Fire Show)
17. Les Jeunes recrues (Toy Soldiers)
18. Un penchant pour le mal (Sympathy for the Devil)
19. Échec et Mat (Checkmate)
20. Double Jeu (Unis)
21. L'Addition (The Reckoning)
22. Les Fils à papa (The Enforcers)
23. Engrenage (Andre's Choice)
24. Nina (No Greater Love)
25. Enquête à haut risque (Deep Cover (Part 1))
26. Carton rouge (If This World Were Mine (Part 2))

### Troisième saison (1996-1997)
1. Persécutions (1/2) (A Time of Faith (Part 1))
2. Persécutions (2/2) (A Time of Faith (Part 2))
3. Un amour tenace) (Tough Love)
4. Le Monstre (Blue Boy)
5. Le Complexe du héros (Rule of Engagement)
6. Mets la en sourdine (Kill the Noise)
7. Piqué au vif (Smack is Back)
8. L'amour est aveugle (Don't Blink)
9. Sans pitié (Without Mercy)
10. La Taupe (Going Platinum)
11. Guerre des gangs (Brown Like Me)
12. Erreur judiciaire (Grim Reaper)
13. Caméra au poing (Fade Out)
14. Espions et Trafiquants (The Solomon Papers)
15. L'Enlèvement (School's Out)
16. Vengeance d'un vétéran (Outrage)
17. La Terre promise (The Promised Land)
18. Meurtre en entreprise (Descell)
19. Les Fugitifs (Hubris)
20. L'Impossible Vérité (The Unthinkable)
21. Vendetta (Vendetta)
22. C'est un crime ? (Is It a Crime?)
23. Une place en enfer (No Place Like Hell)
24. Dernier Combat (The Last Hurrah)

### Quatrième saison (1998)
1. Le Coup de filet (Change, Change, Change)
2. Plus belle, tu meurs (Drop Dead Gorgeous)
3. Pipeline (Pipeline)
4. Pièces de rechange (Spare Parts)
5. La Bourse ou la vie (Mob Street)
6. Piège à rat (Rat Trap)
7. Règlements de comptes (Quid Pro Quo)
8. Peine capitale (Capital Punishment)
9. Double Infiltration (The Unusual Suspects)
10. Extases mortelles (Sign o' the Times)
11. Retour aux sources (Going Native)
12. Danger pour les terroristes (The Troubles)
13. Catharsis (Catharsis)

## Commentaires
Cette série, qualifiée d'« ethnopolicière » car elle met en scène deux policiers issus des minorités, a été créée par Dick Wolf à qui l'on doit également New York, police judiciaire. Elle se caractérise aussi par la qualité de sa bande-son (jazz, rap…) et la présence de guest-stars célèbres parmi lesquelles Naomi Campbell, Aaliyah, The Notorious B.I.G., Stevie Wonder, Quincy Jones, Phil Collins ou encore Ice-T.